# Lego Gwiezdne wojny: Przebudzenie Mocy
Lego Gwiezdne wojny: Przebudzenie Mocy (ang. Lego Star Wars: The Force Awakens) – gra komputerowa stworzona na kanwie siódmej części Gwiezdnych wojen. Zawiera wiele wątków, które uzupełniają fabułę filmu. Została wydana w 2016 przez Warner Bros. Interactive Entertainment i wyprodukowana przez TT Fusion. Gra jest przeznaczona na platformy PC, PlayStation 3, PlayStation 4, PlayStation Vita, Xbox 360, Xbox One, Nintendo 3DS, Wii U, Android oraz iOS.

## Fabuła
Fabuła Lego Gwiezdne wojny: Przebudzenie Mocy w większej części przedstawia wydarzenia z filmu Gwiezdne wojny: Przebudzenie Mocy. Akcja toczy się około 30 lat po wydarzeniach z filmu Gwiezdne wojny: część VI – Powrót Jedi, i skupia się na losach Finna, Rey, a także Poe Damerona, którym towarzyszą bohaterowie znani z poprzednich części Gwiezdnych wojen tacy jak: Han Solo, Chewbacca czy Leia Organa.

## Rozgrywka
Podstawy rozgrywki w Lego Gwiezdne wojny: Przebudzenie Mocy na PC Windows nie doczekały się znaczących zmian. Nadal mamy więc do czynienia z kolorową przygodówką akcji, w której wcielamy się w całą masę znanych z filmu bohaterów i przeżywamy rozmaite przygody: walczymy z przeciwnikami i rozwiązujemy zagadki logiczne, wymagające najczęściej twórczego wykorzystania popularnych duńskich klocków. Twórcy ze studia Traveller’s Tales pokusili się jednak o przygotowanie nowych elementów, które urozmaiciły i trochę odświeżyły sprawdzoną formułę serii.
Pierwszym z nich jest funkcja wielokrotnych konstrukcji, która pozwala pokonywać zagadki albo w nieco odmienny sposób, albo w kilku kolejnych etapach. Drugą z nowości stanowią efektowne strzelaniny na blastery, w których walczymy przeciwko szturmowcom Najwyższego Porządku w widoku TPP, wykorzystując klasyczny system osłon. Ostatnia nowinka to znacznie poprawiony model lotu kosmicznymi statkami, które pilotujemy zarówno w liniowych sekwencjach korytarzowych, jak i na zapewniających nieco więcej swobody arenach.

## Wersja polska
Wersja polska: Studio PRL
Reżyseria: Michał Konarski
Głosów użyczyli:
- Marek Lewandowski – Han Solo
- Dorota Kolak – Generał Leia Organa Solo
- Marcin Dorociński – Kylo Ren
- Weronika Humaj – Rey
- Sebastian Fabijański – Finn
- Marcin Bosak – Poe Dameron
- Lidia Sadowa – Maz Kanata
- Grzegorz Damięcki – Naczelny Wódz Snoke
- Kamil Kula – Generał Hux
- Piotr Bajor – C-3PO
- Katarzyna Dąbrowska – Kapitan Phasma
- Franciszek Pieczka – Lor San Tekka

W pozostałych rolach:
- Andrzej Blumenfeld – Unkar Plutt
- Wojciech Chorąży – Żołnierze Ruchu Oporu
- Andrzej Chudy – Snap Wexley
- Paweł Ciołkosz – Robotnik Ruchu Oporu
- Agnieszka Fajlhauer – Pilot transportera
- Mikołaj Klimek – Admirał Statura
- Zbigniew Konopka – Major Ematt
- Magdalena Krylik – Niebieski-6
- Kacper Kuszewski – Luke Skywalker
- Wojciech Paszkowski – Caluan Ematt
- Włodzimierz Press –
  - Gial Ackbar,
  - Żołnierze Ruchu Oporu
- Jakub Szydłowski – Lando Calrissian
- Janusz Wituch – Żołnierze Ruchu Oporu
- Grzegorz Wons – Imperator Palpatine
- Mirosław Zbrojewicz – Darth Vader
- Leszek Zduń – Bala-Tik
- Gabriela Całun